# Jürgen Marlow
Jürgen Marlow (* 21. Januar 1922 in Altona; † 21. September 2001) war ein deutscher Architekt.

## Leben

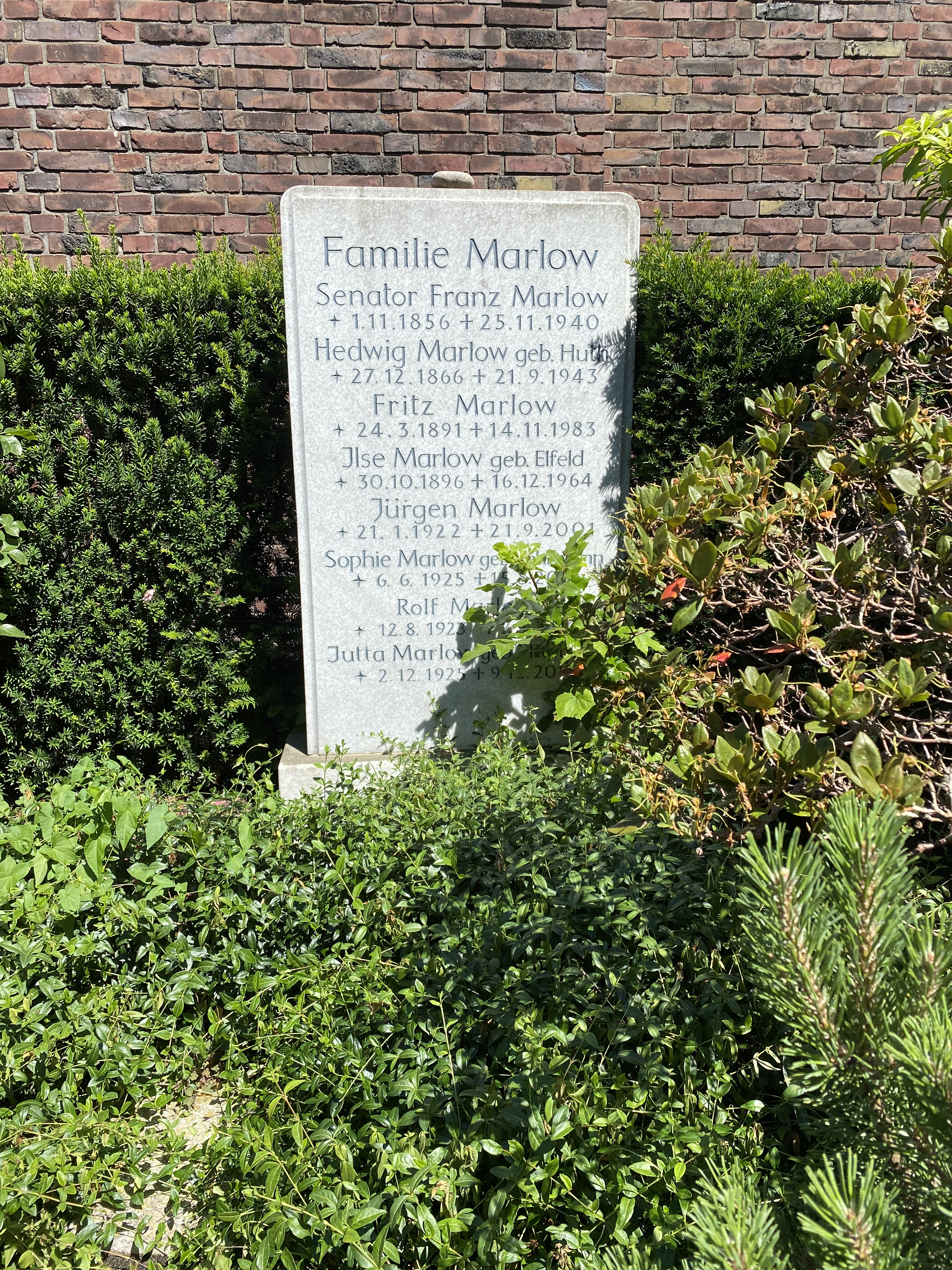
Grabstätte

Marlow studierte 1943–1948 Architektur an der Technischen Hochschule Berlin und der Technischen Hochschule Braunschweig. Anschließend war er bis 1950 Mitarbeiter von Friedrich Wilhelm Kraemer an der Technischen Hochschule Braunschweig. 1950–1952 arbeitete er als freier Mitarbeiter in den Architekturbüros von Otto Gühlk und Hans Atmer in Hamburg. Atmer nahm ihn schließlich als Teilhaber auf. Diese Partnerschaft bestand bis 1962. 1968 ging Marlow eine Büropartnerschaft mit Kurt Heitmann ein. 1984 schloss sich eine Zusammenarbeit mit Christian Heeckt an, aus der Marlow 1993 in den Ruhestand ging.
Jürgen Marlow war von 1967 bis 1974 Präsident der Hamburgischen Architektenkammer und von 1970 bis 1978 Mitglied der Hamburgischen Baudeputation. Beigesetzt wurde er in der Familiengrabstätte auf dem Friedhof Bernadottestraße im Hamburger Stadtteil Ottensen.

## Bauten und Entwürfe

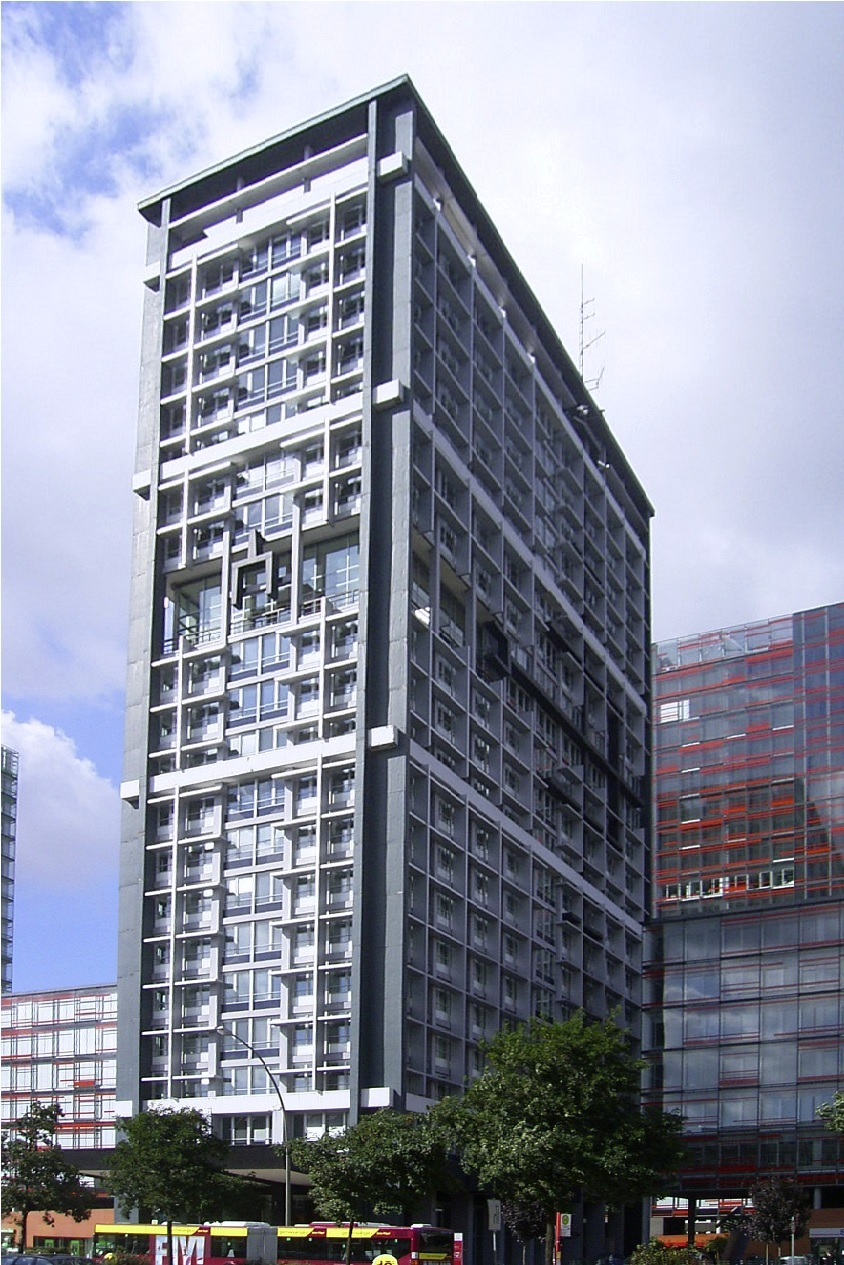
Ehemaliges Polizeipräsidium Hamburg am Berliner Tor

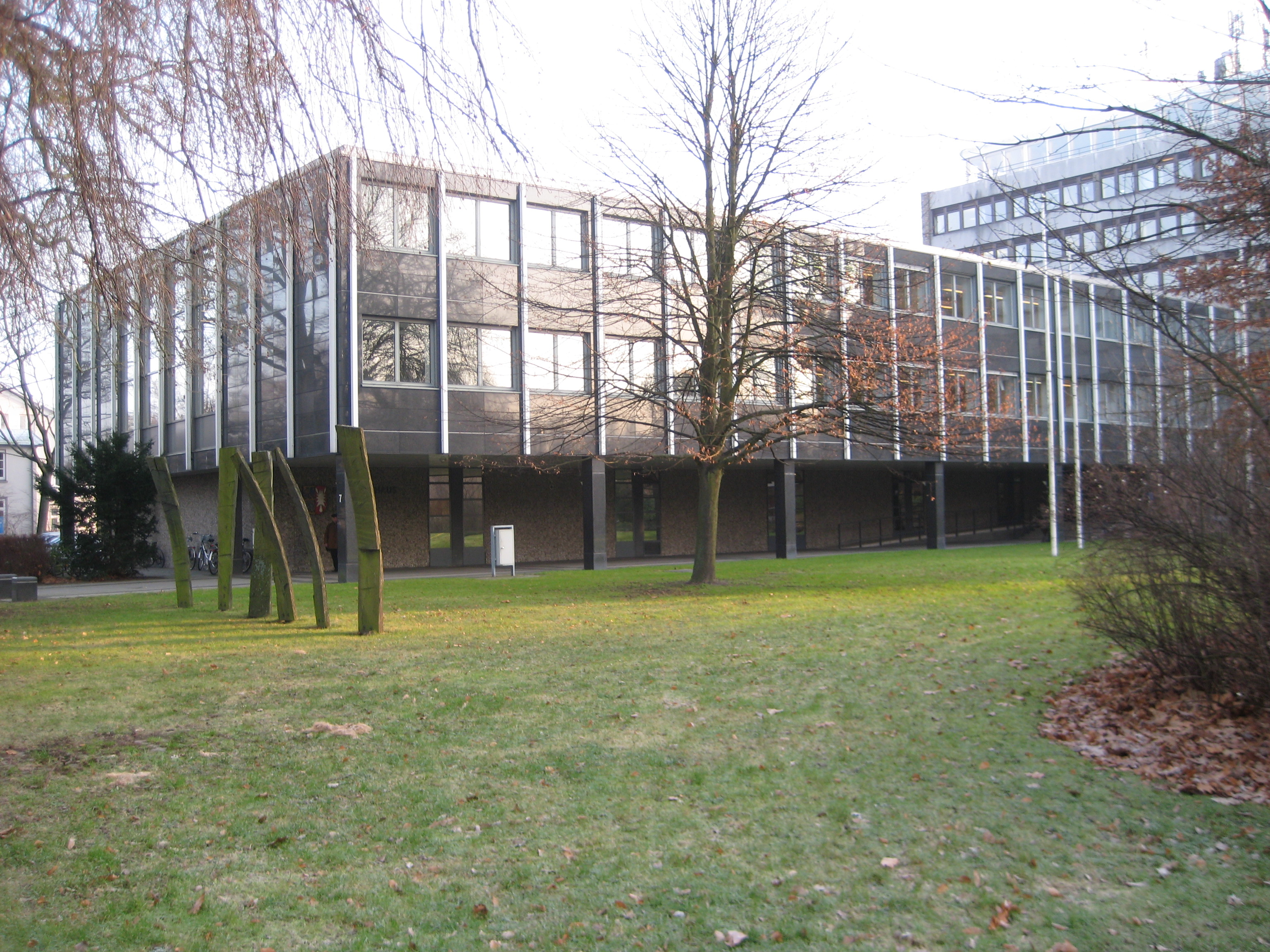
Gerichtshaus Lübeck

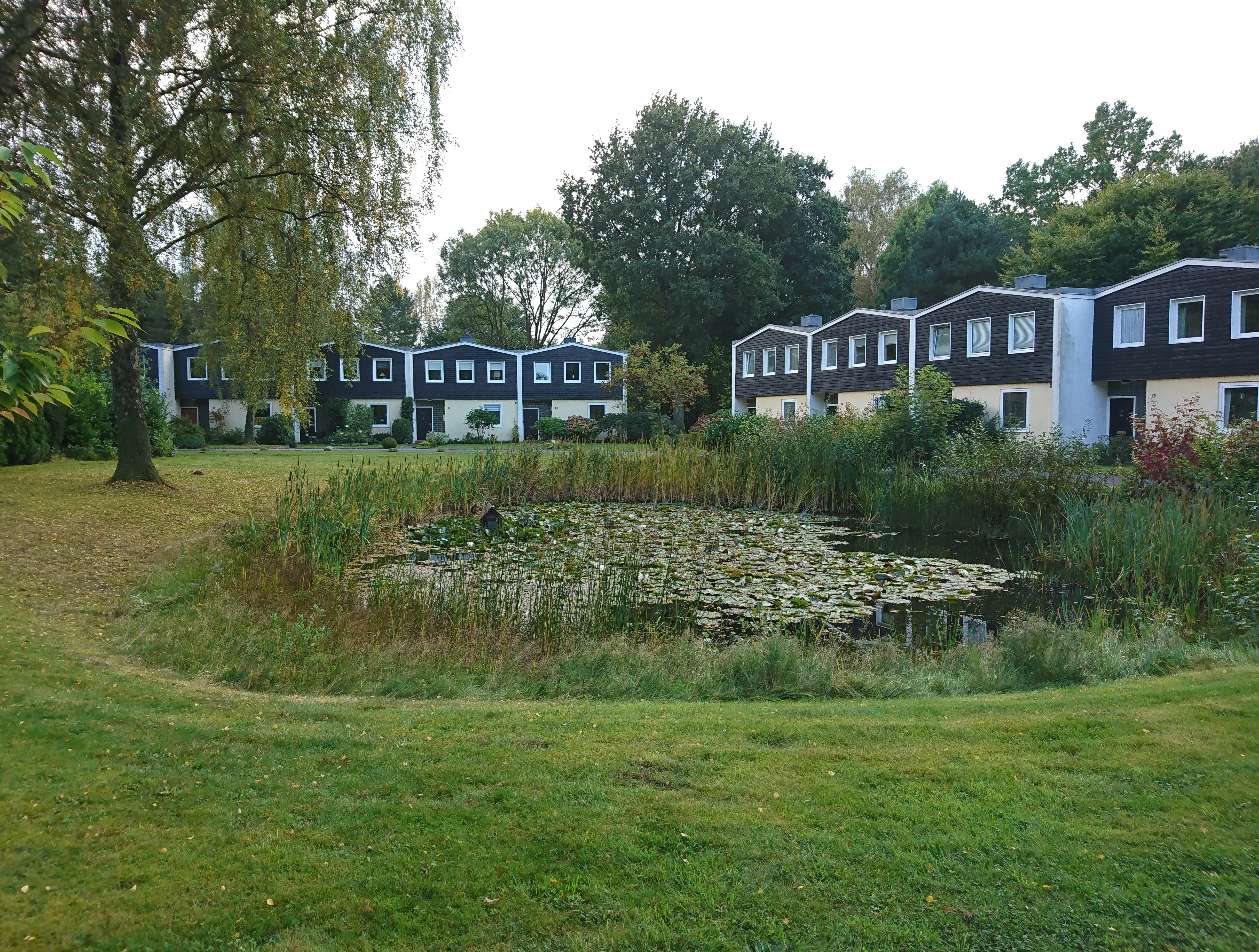
Reihenhäuser Kreuzfurth in Hamburg-Langenhorn

- 1951–1953: Geschosswohnungsbau an der Maria-Louisen-Straße 39 in Hamburg-Winterhude
- 1952–1953: Reihenhäuser Elbblöcken 1–3 in Hamburg-Othmarschen
- 1954–1956: Geschosswohnungsbau an der Eimsbütteler Straße 10 in Hamburg-Eimsbüttel (zusammen mit Hans Atmer)[2]
- 1955–1956: Mehrfamilienhaus Parkallee 7, Hamburg-Harvestehude (Sitz des Büros von Atmer & Marlow bzw. Marlow)
- 1956–1957: Geschosswohnungsbau am Sandweg 40 in Hamburg-Eimsbüttel (zusammen mit Hans Atmer)[2]
- 1957–1959: Reihenhäuser Kreuzfurth 1–21 in Hamburg-Langenhorn (zusammen mit Hans Atmer)
- 1958–1962: Polizeipräsidium in Hamburg, Beim Strohhause 31 (am Berliner Tor; zusammen mit Hans Atmer, Hans Holthey, Egon Jux und Harro Freese)
- 1959–1961: Hotel Norge, Schäferkampsallee 49 in Hamburg-Eimsbüttel
- 1962: Gerichtshaus in Lübeck, Am Burgfeld 7 (zusammen mit Hans Atmer)
- 1960–1964: Büro- und Geschäftshaus Neuer Wall 42 in Hamburg
- 1961–1963: Verwaltungsgebäude der Holsten-Brauerei, Holstenstraße 224 in Hamburg-Altona
- 1963–1971: Klinik Dr. Guth, Jürgensallee 44–48 in Hamburg-Nienstedten (zusammen mit Cäsar Pinnau)
- 1964–1970: Volksschule Wildschwanbrook, Hamburg-Rahlstedt
- 1965–1976: Rettungsdienst-Übungshalle in Neustadt an der Ostsee
- 1971–1976: Experimentell-ökologisches Laboratorium Helgoland
- 1976–1979: SAR Rettungshubschrauberhalle mit Werkstätten und Unterkünften, Helgoland
- 1977–1982: Polizeigebäude Pinneberg
- 1977–1982: Amtsgericht Elmshorn
- 1980–1985: Amtsgericht Ahrensburg
- 1980–1986: Arbeitsamt Elmshorn
- 1984–1987: Polizeigebäude Heide